# Klaipėdská univerzita

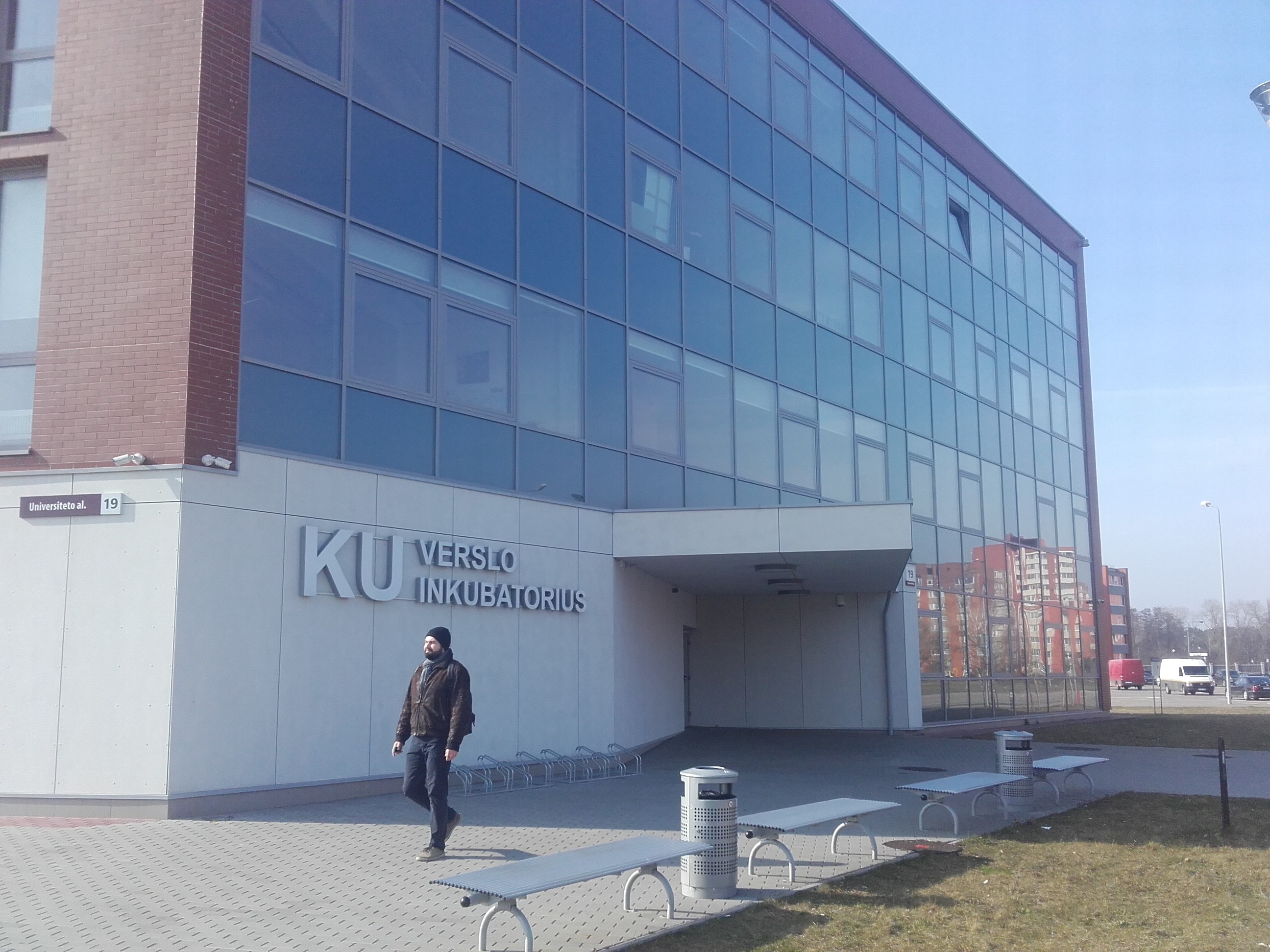
KU business incubator

Klaipėdská univerzita (litevsky Klaipėdos universitetas) je vysoká škola, která se nachází v litevské Klaipėdě. Založena byla v roce 1991.
V roce 2007 měla univerzita celkem sedm fakult, čtyři instituty a okolo 8 900 studentů.